# Křižovatka smrti 3 – Tentokráte v Paříži
Křižovatka smrti 3 – Tentokráte v Paříži (v anglickém originále Rush Hour 3) je americko-německý hraný film z roku 2007, který režíroval Brett Ratner. Snímek měl světovou premiéru 30. července 2007.

## Děj
Carter už není inspektorem LAPD, ale dopravním policistou v ulicích Los Angeles. Lee se mezitím stal bodyguardem svého přítele, velvyslance Hana. Stále mezi nimi existuje napětí. Lee je naštvaný na Cartera kvůli nehodě v New Yorku, kde Carter postřelil Leeovu přítelkyni, agentku tajných služeb, Isabellu Molinovou, což zatížilo jejich přátelství.
Konzul Han, kterého Lee chrání, se stane obětí útoku během boje mezi triádami ve světě.
Když Lee zmaří druhý útok na konzula, Lee a Carter zjišťují, že zdroj všeho zla je v Paříži. Po příletu na letiště Paris-Charles-de-Gaulle je zastaví komisař Revi, aby jim dal najevo, že nejsou vítáni.
Po mnoha bojích oba přátelé konečně naleznou stopu vůdce čínských triád. Závěrečný souboj se uskuteční v restauraci na Eiffelově věži, ze které Carter a Lee skočí na francouzské vlajce jako na padáku a  skončí v jedné z fontán v zahradách Trocadéro.

## Obsazení
| Jackie Chan       | inspektor Yan Naing Lee           |
| Chris Tucker      | inspektor James Carter            |
| Max von Sydow     | Varden Reynard                    |
| Hirojuki Sanada   | Kenji Lee                         |
| Noémie Lenoirová  | Geneviève / Shy Shen              |
| Yvan Attal        | taxikář George                    |
| Čang Ťing-čchu    | Soo-Yung Han                      |
| Tzi Ma            | konzul Solon Han                  |
| Júki Kudó         | Jasmine                           |
| Dana Ivey         | sestra Agnès                      |
| Mia Tyler         | Marsha                            |
| Sarah Shahi       | Zoe                               |
| David Niven, Jr.  | britský ministr zahraničních věcí |
| Julie Depardieu   | Paulette, Georgeova žena          |
| Philip Baker Hall | kapitán William Diel              |
| Roman Polański    | Revi                              |
| George Cheung     | člen tryády Reynard               |